# Rete a spalliera
In ambito agricolo, la rete a spalliera rappresenta un dispositivo realizzato in polipropilene, finalizzato al sostegno verticale e allo sviluppo controllato di determinate specie vegetali.

## Origini

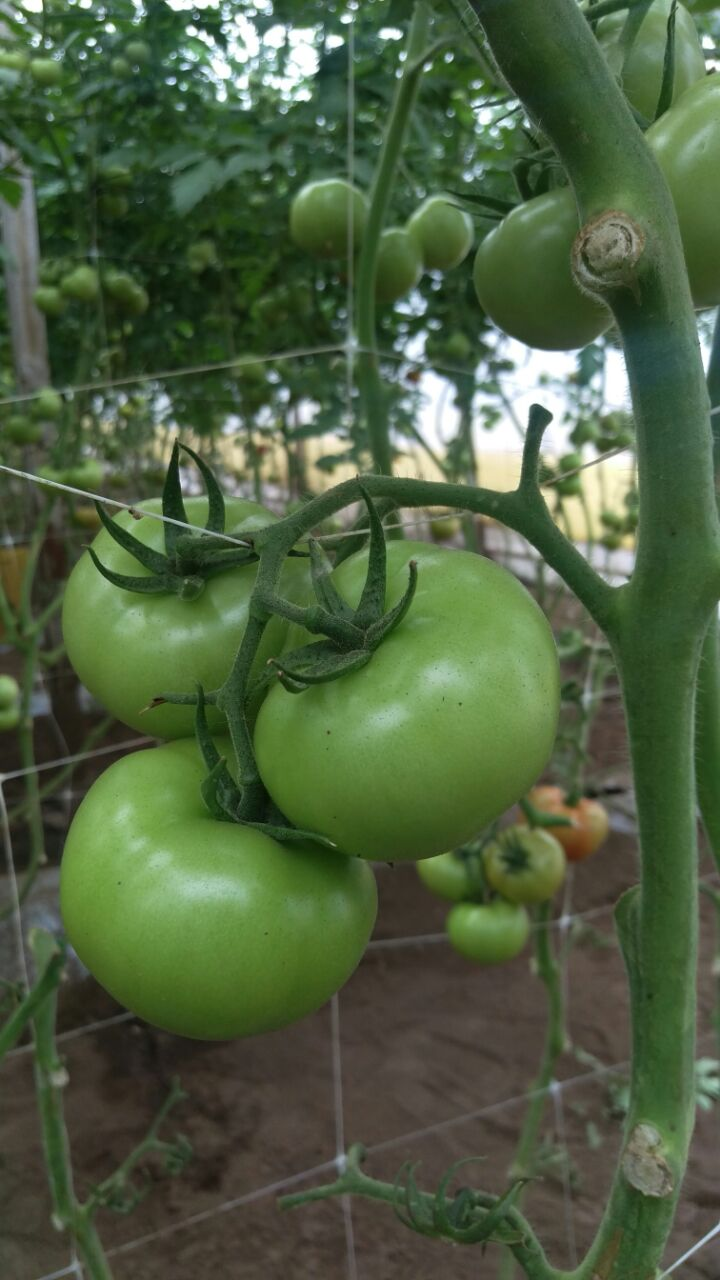
Quando si impiega la rete di sostegno a spalliera, il peduncolo del frutto della pianta si adagia sui quadri; si evita così che il peso finisca per asfissiare il frutto, come accade spesso usando la rafia.

A partire dagli anni Sessanta, in Europa s'iniziò ad usare un sistema d'estrusione del polipropilene per produrre un reticolato o rete rigida. Le fabbriche principali sorsero in Inghilterra e in Italia, poiché all'epoca erano questi i Paesi specializzati in tecnologie di meccanica e d'estrusione. In seguito tale tecnologia s'è diffusa in molti altri Paesi, divenendo oggi una pratica comune.

## Stiramento o Orientazione molecolare
La fase iniziale di produzione di reti a spalliera consiste nell'estrusione del polipropilene, colorato ed addizionato con uno stabilizzante contro i raggi UV. Ottenuto l'estruso iniziale, si passa allo stiramento, durante il quale l'estruso è rinforzato dall'allineamento delle molecole polimeriche. Il prodotto è stirato prima trasversalmente in acqua calda e poi longitudinalmente in una rameuse (apparecchiatura per la finitura e termo polimerizzazione di strutture tessili sintetiche). Il risultato finale è una rete leggera (pesante 6-9 g/m²) e resistente alla tensione (50-70 kg/ml).

## Misure disponibili
I quadri più piccoli (10-18 cm) sono usati per il sostegno orizzontale di fiori, specialmente garofani e crisantemi. In tal caso si richiede una misura che supporti verticalmente il fiore per evitare che il gambo s'inclini e perda valore commerciale. I quadri più grandi della rete (fino a 30x30cm) sono usati per il sostegno degli ortaggi, preferibilmente per cucurbitacee, solanacee e legumi. La ragione per cui nell'orticoltura è preferibile un quadro più ampio (simile al sistema manuale con la rafia) è per lavorare due solchi contemporaneamente da un unico corridoio, senza danneggiare l’ortaggio o la pianta durante la raccolta dei frutti o la potatura fogliare.

## Floricoltura
La rete di sostegno si installa distribuendola a vari strati sopra il letto di fiori. Alle estremità del solco si posiziona un sistema di pali, in legno o metallo, atto a tenderla orizzontalmente, mentre ad intervalli regolari (1,5-2,5 m) si fissano sostegni che mantengono i diversi strati di rete in posizione, allineando ciascuno strato affinché i quadri risultino coincidenti, consentendo così ai fiori una crescita verticale.

## Orticoltura
Verticalmente, la rete si fissa con supporti in metallo, bambù o legno, distanziati da 1,5 m fino a 8 m, in base a coltura, suolo o clima. Ai bordi dei solchi si impiegano pali più robusti, spesso dotati di un filo tensore superiore, fissato ad ogni lato e teso tra palo e palo.
Dopo aver sistemato i paletti e, sovente, il filo tensore superiore, si colloca la rete, usando un filo di rafia dal calibro inferiore.
In base alla varietà da sostenere, si usano reti di altezze diverse, variabili da 50 centimetri fino a 3 metri per serre o strutture ombreggianti. Per scegliere la misura adatta, si considera che la rete sia posta a 30–40 cm dal solco. Ad esempio, una rete alta 1,5 m consentirebbe una spalliera di 1,80-1,90 cm, con pali di 2,20—2,50 m: questa è una misura ideale per molti cetriolo in campo aperto, con maglia di 25x25 cm.

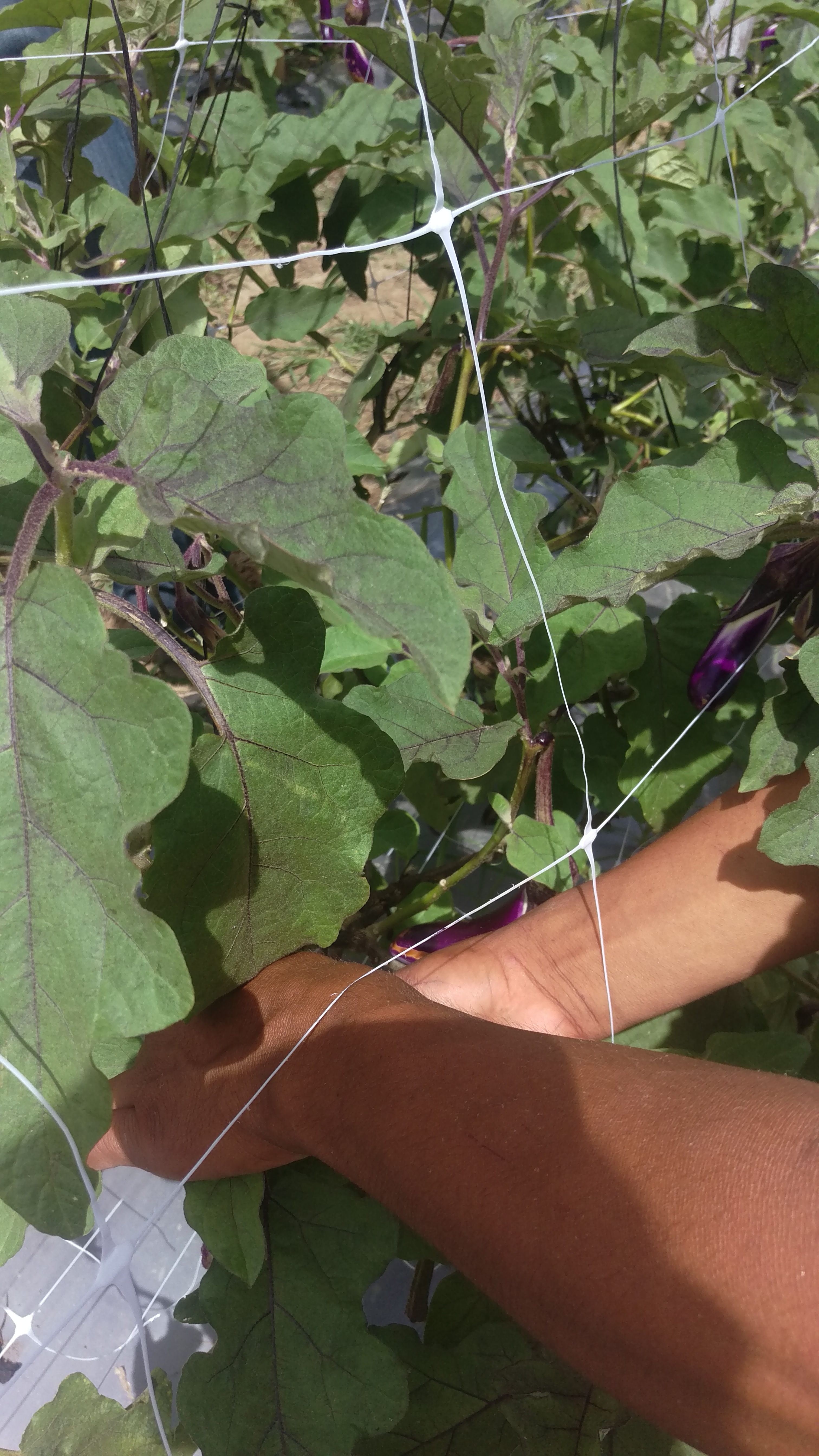
Facilità con cui si realizzano le operazioni di potatura utilizzando reti a maglia quadrata di 25x25 cm

In serra, la rete si fissa alla struttura serricola e si lascia cadere verso il solco: tale installazione richiede reti fino a 3 metri ed è adatta a specifiche specie. L'uso orizzontale della rete a maglia quadrata ampia (es. 25x25 cm) sopra pomodori o peperoncini in campo aperto, simile ai fiori, permette alle piante di crescere tra i quadri, offrendo appoggio ai rami carichi e riducendo la necessità di fitosanitari.

## Fitoprotezione
I cambiamenti climatici incidono pesantemente sull'agricoltura. Le forti piogge, spesso fuori stagione, causano la necessità di sostenere verticalmente colture tradizionalmente a terra, come cetrioli o meloni. Questo sostegno favorisce una maggiore aerazione ed esposizione solare dell'apparato fogliare, riducendo l’incidenza di micosi causata dall'umidità intrappolata tra foglie e suolo. Si evita inoltre che il frutto tocchi il terreno, prevenendo macchie e la conseguente diminuzione del valore commerciale. Un ulteriore aspetto da considerare nella scelta del sostegno per gli ortaggi è la trasmissione di virosi (ad esempio il mosaico del tabacco), che avviene meccanicamente tramite l'operatore agricolo. Pur adottando misure preventive come il cambio di indumenti, il lavaggio delle scarpe con cloro prima di accedere alle aree coltivate e l'immersione delle mani nel latte, è sufficiente che un addetto tocchi piante sane dopo averne toccata una malata o una sigaretta per avviare la diffusione esponenziale del virus, similmente a vettori come afidi o neurotteri. Per questo, a differenza del sistema di sostegno con rafia, che richiede molta manodopera per guidare e fissare manualmente la pianta, l’impiego di reti in plastica riduce drasticamente la necessità che il lavoratore cammini tra i solchi manipolando le piante. Le cucurbitacee cercano naturalmente un punto d'appoggio vicino, e la rete offre molteplici punti di attorcigliamento grazie alla sua struttura. Anche per le solanacee (come pomodori, peperoni o peperoncini) si ottiene una notevole riduzione della manipolazione della pianta installando la rete su entrambi i lati del solco (o a V), creando una sorta di "sandwich" che sostiene la pianta lateralmente, permettendo ai nuovi rami di appoggiarsi in ogni quadro della rete, senza richiedere grande sforzo per legare o fissare la pianta.

## Tecnica Orticola

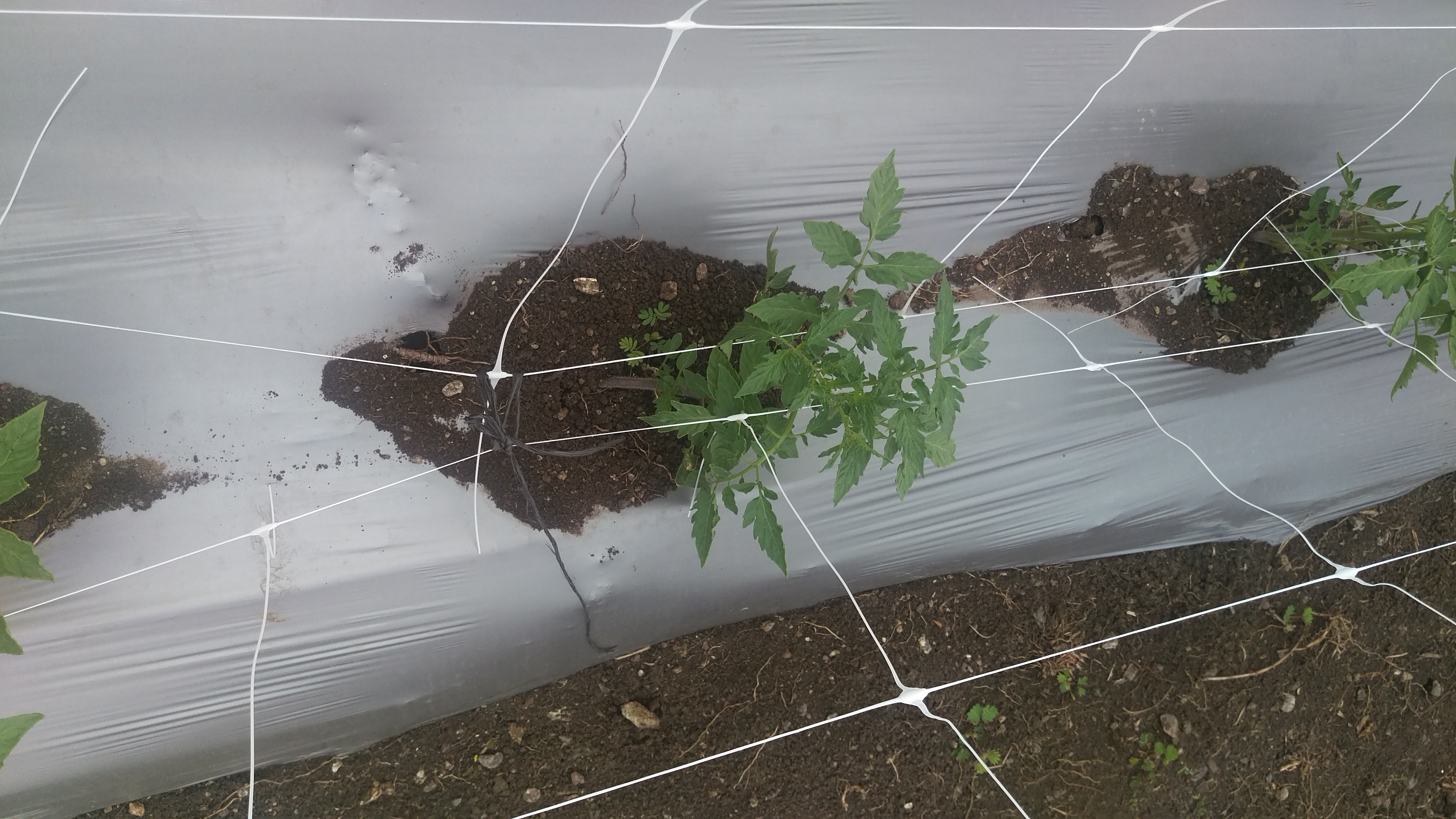
Dettaglio del fissaggio alla base di giovani piante di pomodoro in un sistema di doppia rete laterale. Tale sistema riduce la necessità di manodopera per guidare i rami in crescita.

La manipolazione, la potatura o il fissaggio al sostegno verticale causano stress temporaneo alla pianta. In questa fase di adattamento, la pianta privilegia l'apporto nutritivo alle foglie per massimizzare l'esposizione solare, a discapito dei frutti. Le operazioni manuali di potatura e canalizzazione espongono la pianta a rischi di contagio, in particolare virosi, a causa della trasmissione meccanica di patogeni da una pianta all’altra da parte degli operatori. Nelle coltivazioni di specifici ortaggi arbustivi, come melanzana, pomodoro, peperoncino e peperone, molti agricoltori preferiscono un sostegno con doppia fila di reti, una per lato del filare. I rami così si autosostengono, evitando interventi manuali. Il primo filo inferiore di ciascuna rete, vicino al solco, si lega delicatamente (lasciando 5–10cm fra le reti) al corrispettivo della rete opposta (quando la pianta è inferiore ai 40cm). Durante la crescita, le reti si distanziano (30-60cm), offrendo supporto ad ogni ramo per un ottimale sviluppo vegetativo. La crescita a 360 gradi facilita la penetrazione dei trattamenti fitosanitari anche nelle foglie interne, aumentando l'efficacia contro i patogeni e riducendo il numero di applicazioni, a vantaggio di un prodotto più sano.

## Tecnica di installazione della rete di sostegno verticale
Esistono diverse modalità di installazione per le reti di sostegno verticali. Un metodo comune prevede i seguenti passaggi:

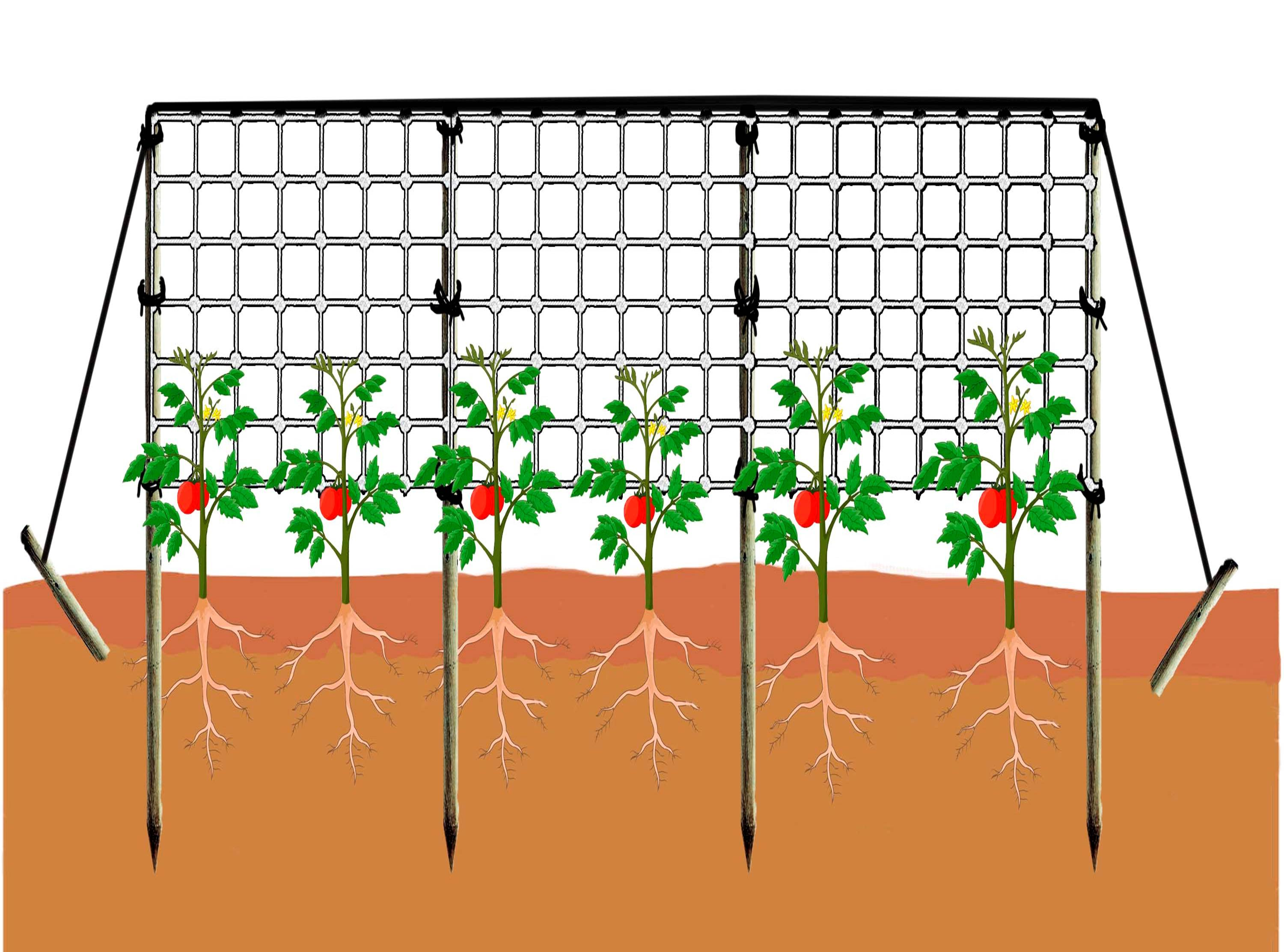
Cavi superiori per la tensione della rete di sostegno

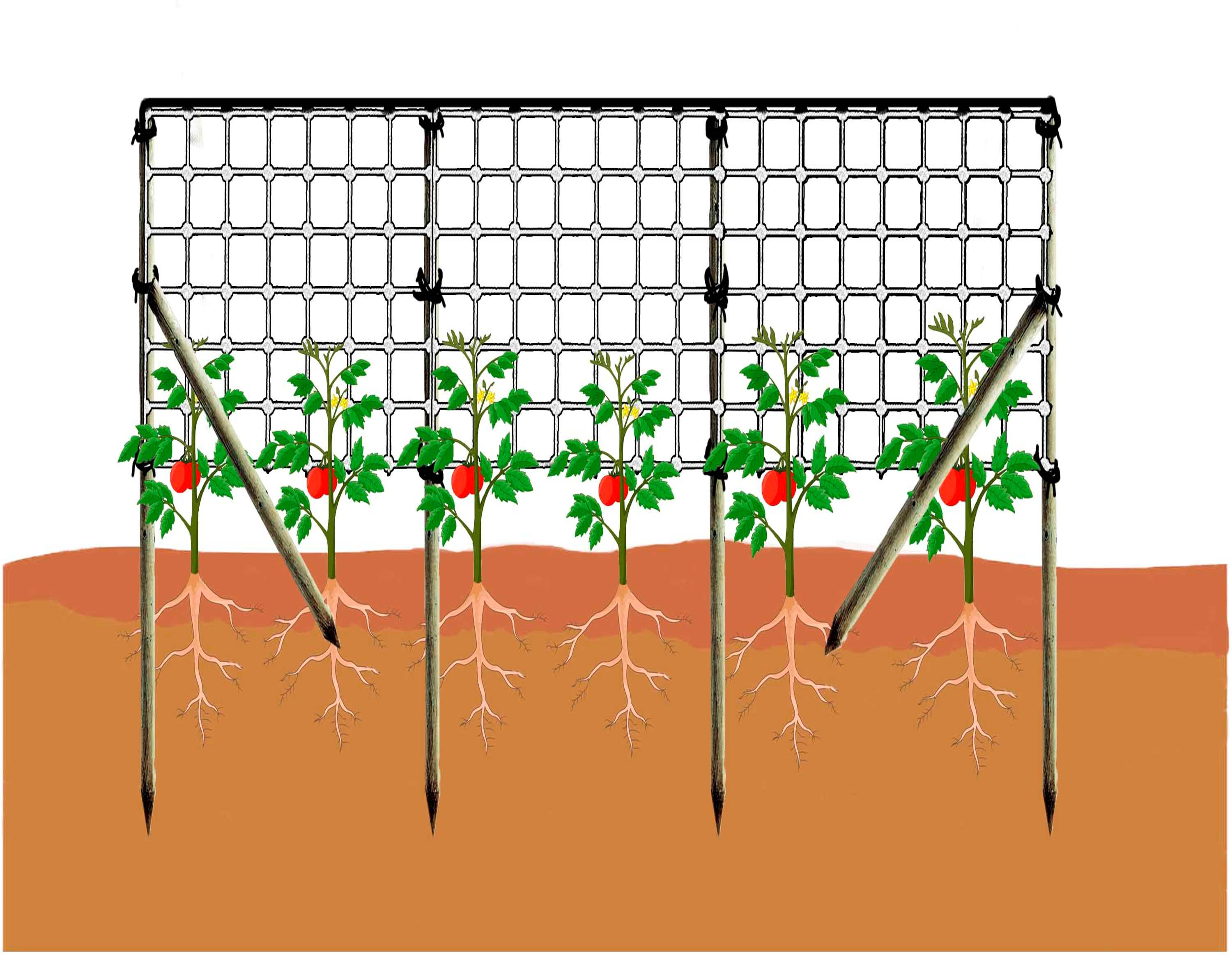
Installazione di rete di sostegno a spalliera con contropali

Si posizionano i pali lungo il filare, distanziandoli di 1,5 m fino a 8 metri (la distanza varia in base a coltivazione e tipologia di terreno). I pali possono essere in materiali diversi a scelta dell'agricoltore (legno, bambù, metallo, ecc.). La profondità d'inserimento nel terreno varia da 40 a 60 cm, in funzione del tipo di suolo e delle condizioni ambientali quali vento e pioggia. Alle estremità del filare si fissano delle piccole ancore che, insieme al filo tensore, stabilizzano i pali e tendono la rete. Per colture più pesanti come melone e anguria, si raccomanda l'uso di filo di ferro come tensore. La rete verticale si può installare a livello del suolo, ma è preferibile posizionarla a 20–30 cm da terra, dove le piante iniziano a necessitare supporto. Dopo aver fissato i pali, si srotola la rete lungo il filare e la si tende, fissandola con filo o rafia per sopportare il peso dei frutti (si possono utilizzare anche fascette in plastica o altro materiale resistente), unendo il filo tensore al primo filo superiore della rete.

## Vantaggi

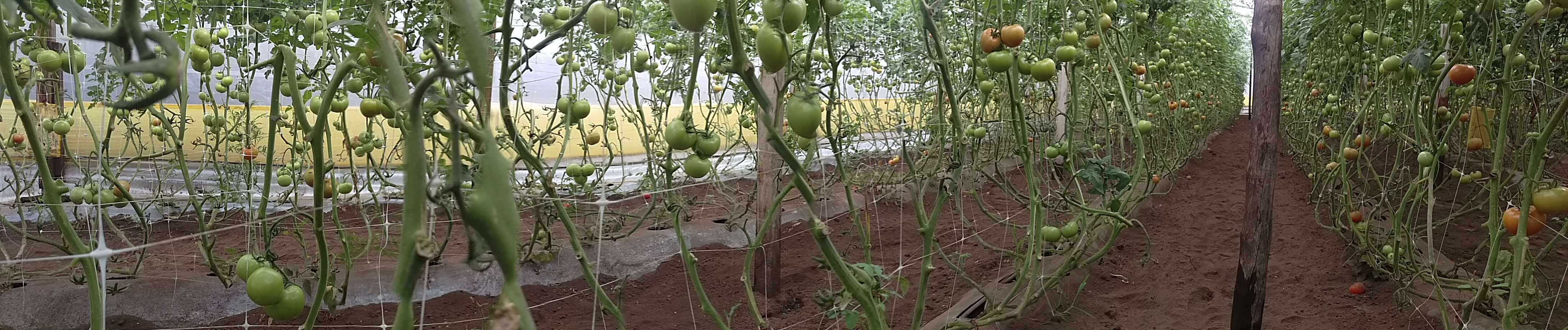
Nelle colture indeterminate di pomodori, peperoni, cetrioli o meloni, la rete di sostegno verticale (o spalliera) guida la crescita verso l’alto, intrecciando i rami o tramite clip.

L'impiego della rete di sostegno verticale consente di intensificare la produzione, aumentando la densità di semina, poiché la rete offre alla pianta una superficie di espansione verticale. Crescendo in altezza, oltre a beneficiare di maggiore luce solare e aerazione, si preservano pianta, fiori e frutti dal calpestio, incrementando inoltre l'impollinazione grazie alla migliore esposizione dei fiori. La protezione da danni permette di allungarne la vita utile, consentendo più raccolti e aumentandone il rendimento commerciale. In sintesi, ad esempio nei pomodori idroponici, la rete a spalliera è fondamentale per una crescita eretta e ventilata, garantendo il controllo sulla salute colturale e prevenendo stress meccanici e idrici rispetto all'uso della rafia. Questo metodo colturale accelera crescita e maturazione, riducendole fino al 60% rispetto all'ambiente naturale. Tra i vantaggi competitivi spiccano uniformità, profumo e gusto.

## Riutilizzo

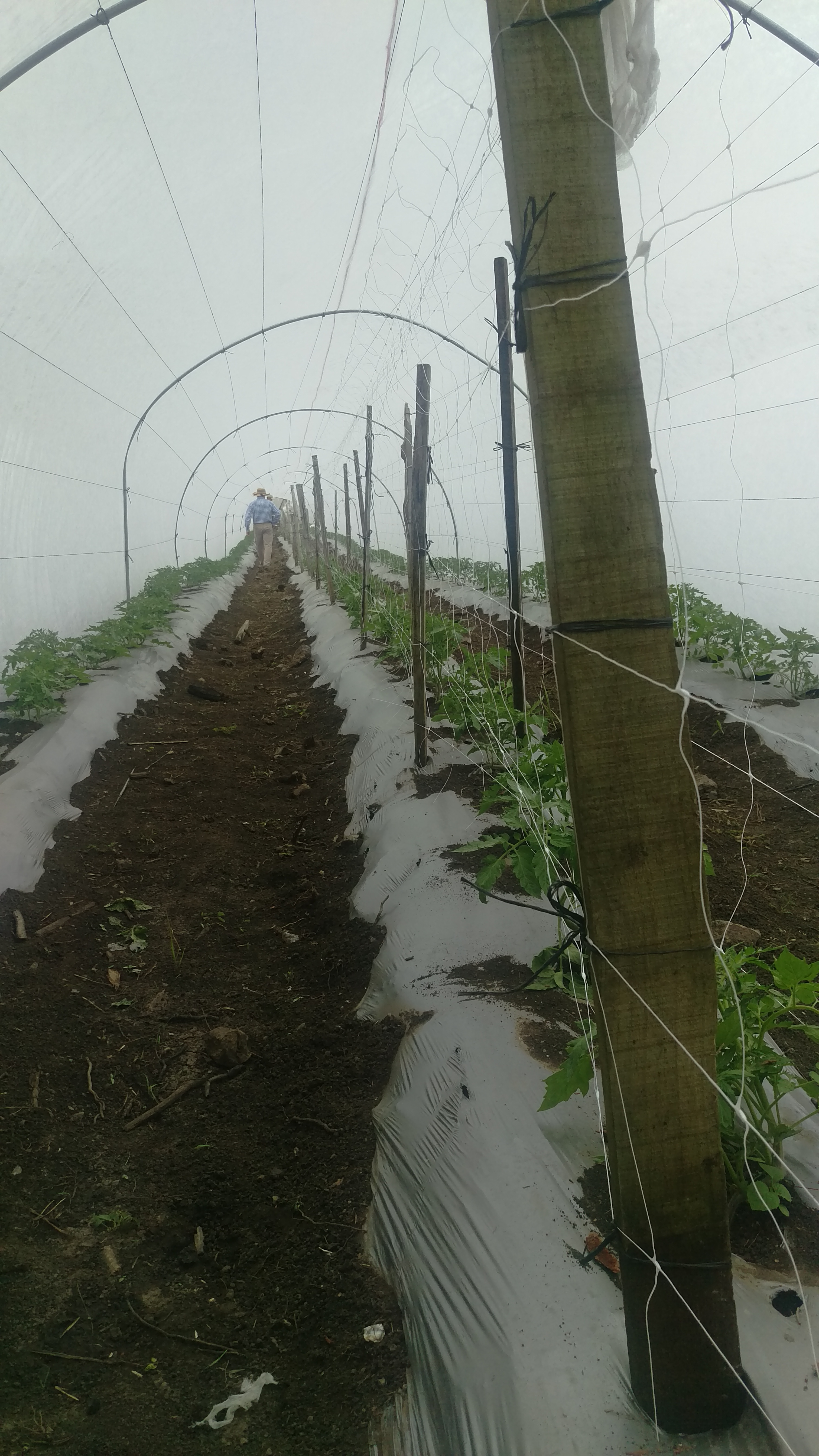
Nelle solanacee come pomodoro, peperone, peperoncino o melanzana è consigliabile installare la rete di sostegno su entrambi i lati del filare, offrendo ai rami un supporto ottimale per la crescita.

Le reti a spalliera in polipropilene sono generalmente riutilizzabili per più cicli colturali. L’ideale è ammortizzare l’investimento iniziale sull’intero sistema (pacciamatura, pali, tensori, irrigazione) alternando solanacee o cucurbitacee con leguminose per ripristinare l'azoto nel terreno. Presupponendo buone pratiche fitosanitarie pregresse e assenza di parassiti, si tagliano le piante alla base e, durante la loro essiccazione, si semina il ciclo successivo. Dopo pochi giorni, le piante precedenti si rimuovono dalla spalliera, reintegrando la sostanza organica nel suolo come fertilizzante. Contemporaneamente, si posiziona la nuova piantina o il seme per l'inizio della crescita.

## Come saper riconoscere una buona rete
Il polipropilene riciclato o esposto a lungo al sole perde le sue proprietà tensoriali e fisiche. Un materiale vergine e di qualità si distingue per la sua brillantezza, mentre un prodotto riciclato appare opaco o poco brillante. Dato che la rete deve sostenere il peso delle piante e resistere agli agenti atmosferici, è fondamentale valutare attentamente il tipo di rete di sostegno. Infatti, anche un prodotto in materiale vergine, con l'esposizione solare prolungata, perde resistenza meccanica, compromettendo il raccolto. Un aspetto importante riguarda il colore della rete: il bianco è preferibile perché più visibile durante potatura e raccolta, a differenza del nero che si mimetizza tra le foglie.

## Varianti regionali della rete per ortaggi
- Rete per pomodori
- Rete per meloni
- Rete per cetrioli
- Rete per il sostegno di coltivazioni
- Sostituto di rafia agricola
- Rete per tutoraggio
- Rete per tutorare Ortaggi
- Rete per spalliere
- Rete per sostenere ortaggi

## Galleria d'immagini

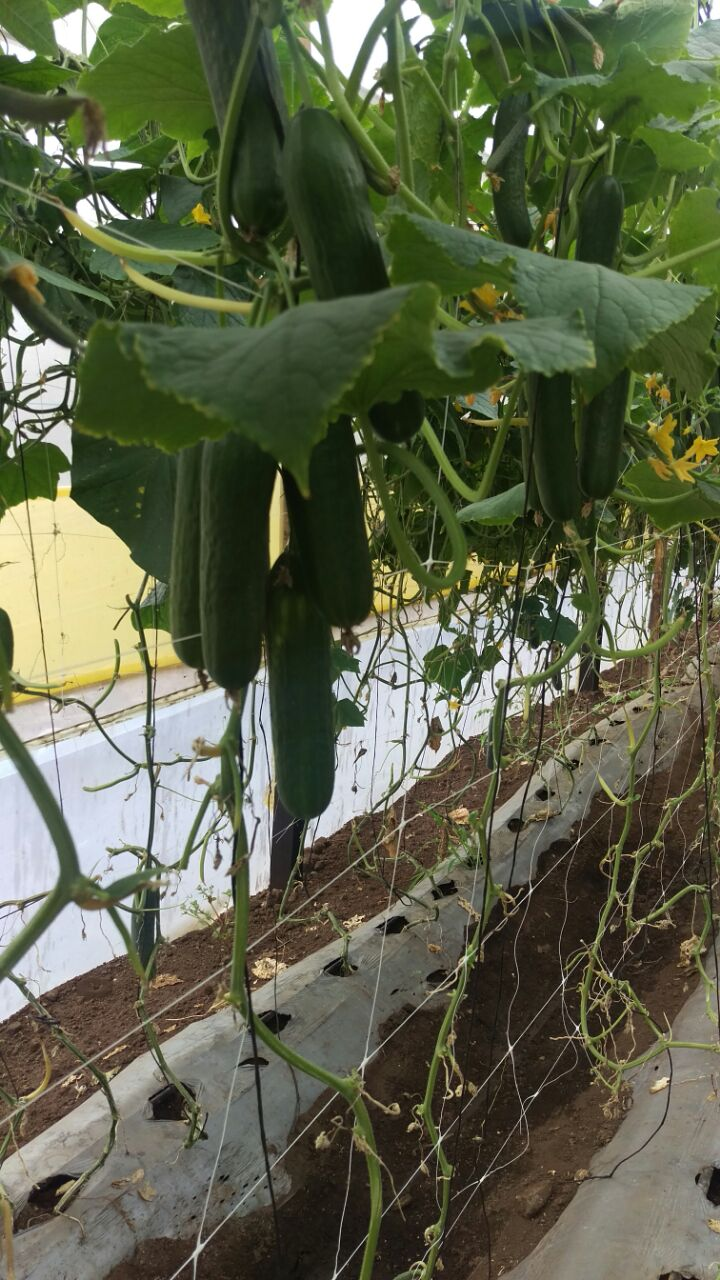
Rete di sostegno verticale per il cetriolo.
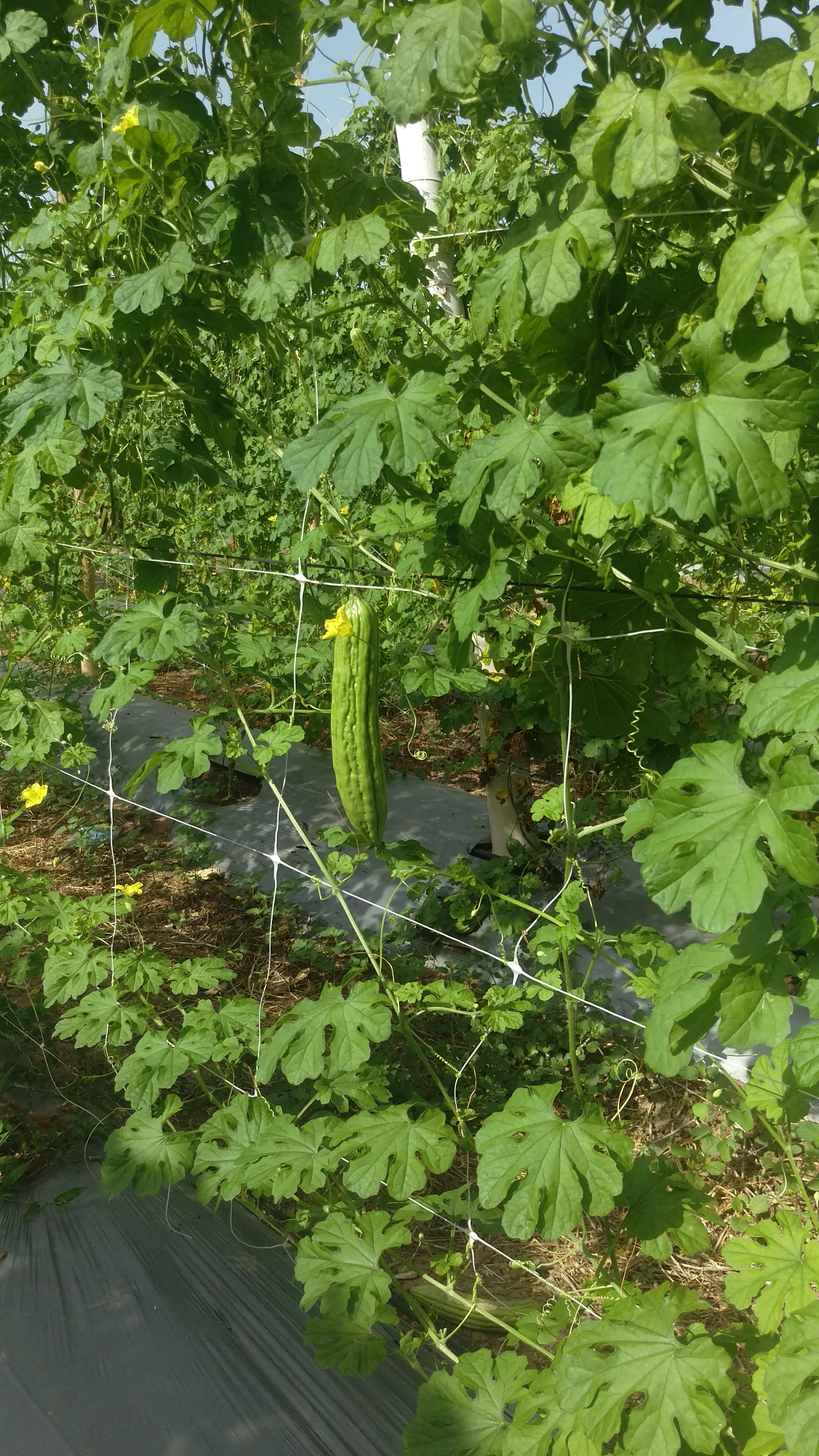
Le cucurbitacee beneficiano notevolmente di un sistema di sostegno, poiché i loro tralci tendono naturalmente ad arrampicarsi. Un efficace supporto verticale ottimizza le condizioni fitosanitarie e incrementa la resa produttiva
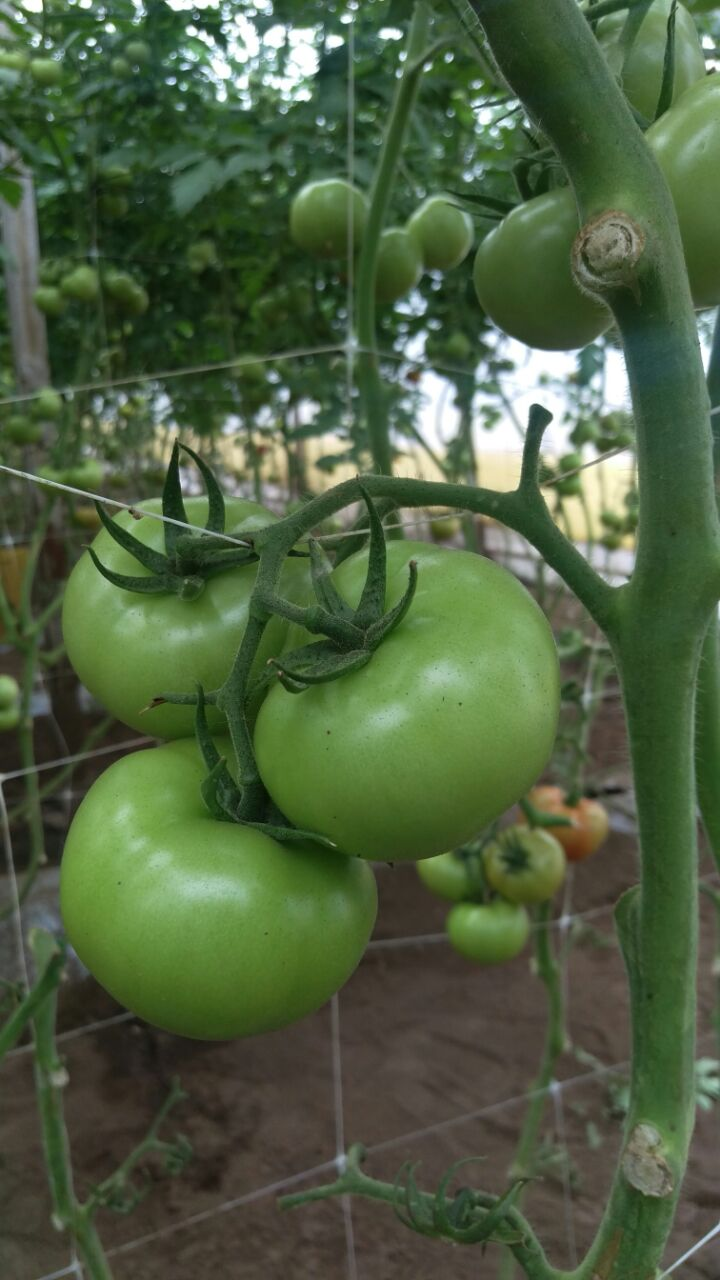
Grazie alla rete di sostegno verticale, il peduncolo del frutto trova appoggio nelle maglie, impedendo che il peso lo danneggi, a differenza della rafia.
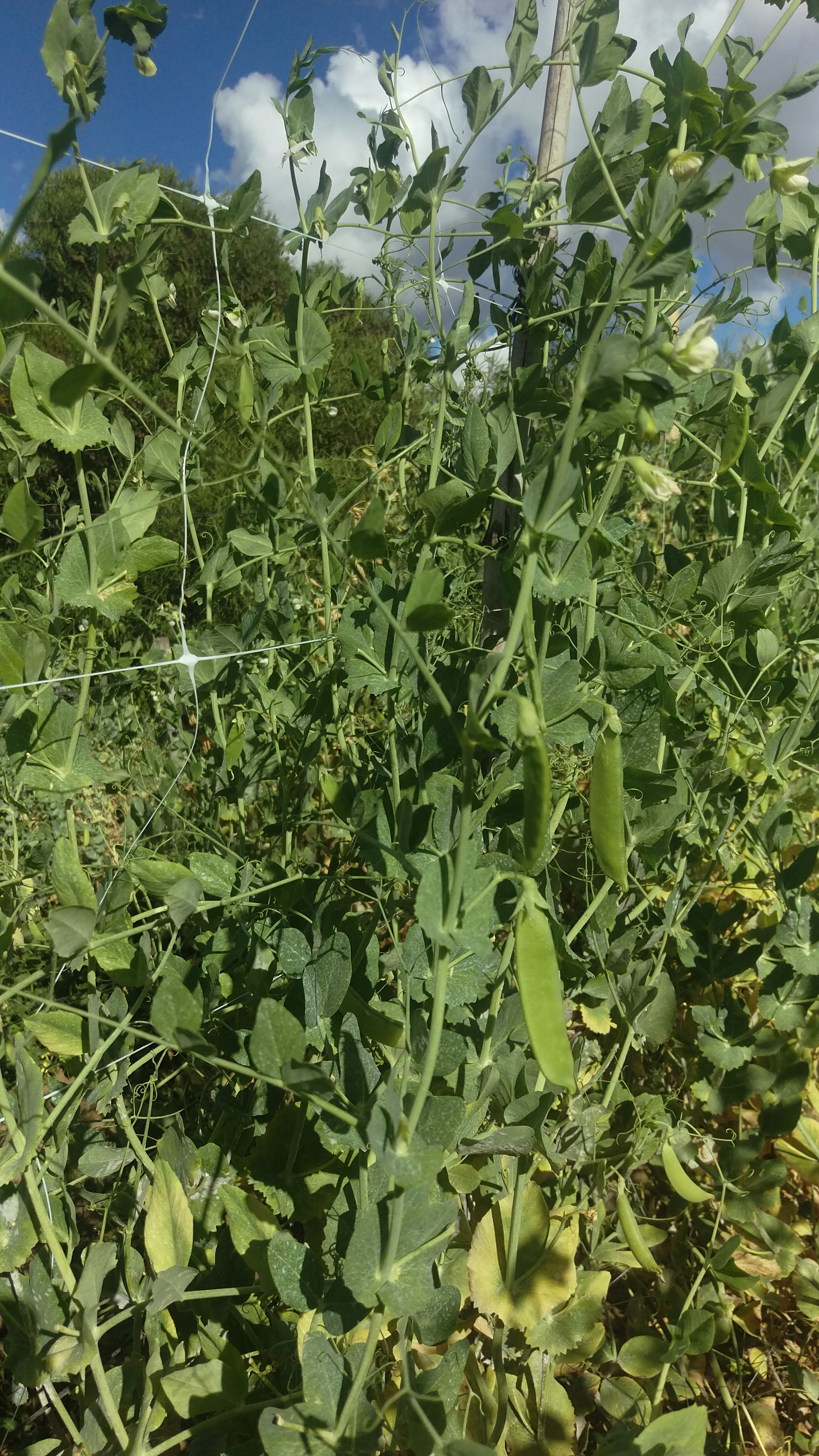
Coltivo di piselli con rete di sostegno.